# Плејнфилд (Ајова)
Плејнфилд (енгл. Plainfield) град је у америчкој савезној држави Ајова. По попису становништва из 2010. у њему је живело 436 становника.

## Демографија
Према попису становништва из 2010. у граду је живело 436 становника, што је -2 (-0.5%) становника више него 2000. године.
| Група             | 2000.       | 2010.       |
| Белци             | 432 (98,6%) | 426 (97,7%) |
| Афроамериканци    | 0 (0,0%)    | 2 (0,5%)    |
| Азијати           | 0 (0,0%)    | 0 (0,0%)    |
| Хиспаноамериканци | 4 (0,9%)    | 2 (0,5%)    |
| Укупно            | 438         | 436         |